# معهد واربورغ
معهد واربورغ هو مؤسسة بحثية تابعة لجامعة لندن في وسط لندن، إنجلترا. وهو عضو في كلية الدراسات المتقدمة، ويركز على دراسة التاريخ الثقافي ودور الصور في الثقافة - متعدد التخصصات وعالمي. ويهتم بتاريخ الفن والعلم، وعلاقتهما بالخرافات والسحر والمعتقدات الشعبية.
تتنوع أبحاث معهد واربورغ بين التاريخية واللغوية والأنثروبولوجية. وهو مكرس لدراسة بقاء وانتقال الأشكال الثقافية -سواء في الأدب أو الفن أو الموسيقى أو العلوم- عبر الحدود، من أقدم العصور إلى الوقت الحاضر، بما في ذلك دراسة تأثير العصور القديمة الكلاسيكية على جميع جوانب الحضارة الأوروبية.
كان مقره الأصلي في هامبورغ، ألمانيا، وفي عام 1933، نُقلت المجموعة إلى لندن، حيث أُدمجت في جامعة لندن عام 1944. وبعد تجديد شامل من عام 2022 إلى عام 2024، أصبح المعهد مفتوحًا للجمهور.